# مآذن مصلى هراة
مآذن المصلى في هراة (آثار هراة) هي خمسة أبراج مآذن ضخمة مدمرة في مدينة هراة، غرب أفغانستان. بنيت المآذن والمجمع من قبل الملكة جوهر شاد عام 1417.

## الوصف
يبلغ طول كل مئذنة 55 مترا وتشبه مداخن ملتوية لمصنع قديم. مآذن هرات هي بقايا 20 مئذنة لمجمع المصلى السابق.
كان مجمع المصلى الذي يحتوي على 20 مئذنة سليمًا تمامًا ورائعًا حتى عام 1885 عندما تم تدمير المجمع عمدا من قبل البريطانيين خلال صراع مع روسيا. استخدم البريطانيون الديناميت لتدمير المجمع، وقد برروا هذا التخريب باعتباره ضروريًا لمنع الروس من الاحتماء في المجمع.
نجت تسعة أبراج من تدمير عام 1885، لكن الضرب أضعف هياكلها، وظلت مهملة على مدى سنوات بسبب الوضع السياسي غير المستقر. لم يتم إجراء أي إصلاحات أو ترميم، ومع مرور الوقت، انهار أربعة أبراج أخرى بسبب نقاط الضعف الهيكلية، والزلازل. فقط خمسة من المآذن العشرين الأصلية بقيت إلى اليوم.

## التاريخ
تم بناء مآذن المصلى في هرات لمجمع المصلى من قبل الملكة جوهر شاد عام 1417. أصبح المجمع تحفة معمارية للعالم الإسلامي. وكان انتشار هائل من المباني الدينية الإسلامية الرائعة التي تتكون من مسجد كبير، ومدرسة دينية وضريح. تضمن المجمع بأكمله 20 مئذنة مزينة بأسطح قرميدية ذات أنماط وتصاميم معقدة وجميلة.
في عام 1885، كان البريطانيون في أفغانستان منخرطين في صراع ضد روسيا للسيطرة على الحدود. خلال الصراع، قام المهندسون البريطانيون بتدمير مجمع المصلى بالديناميت لمنعه من الاستعمال كغطاء للروس. تم تدمير تسعة مآذن وضريحين. ثم دمر زلزال في عام 1931 مئذنتين أخريين. سقطت مئذنة أخرى في زلزال آخر عام 1951. مآذن المصلى الخمسة المدمرة في هرات والأضرحة هي البقايا الوحيدة اليوم للمجمع المعماري القديم.

## المعرض

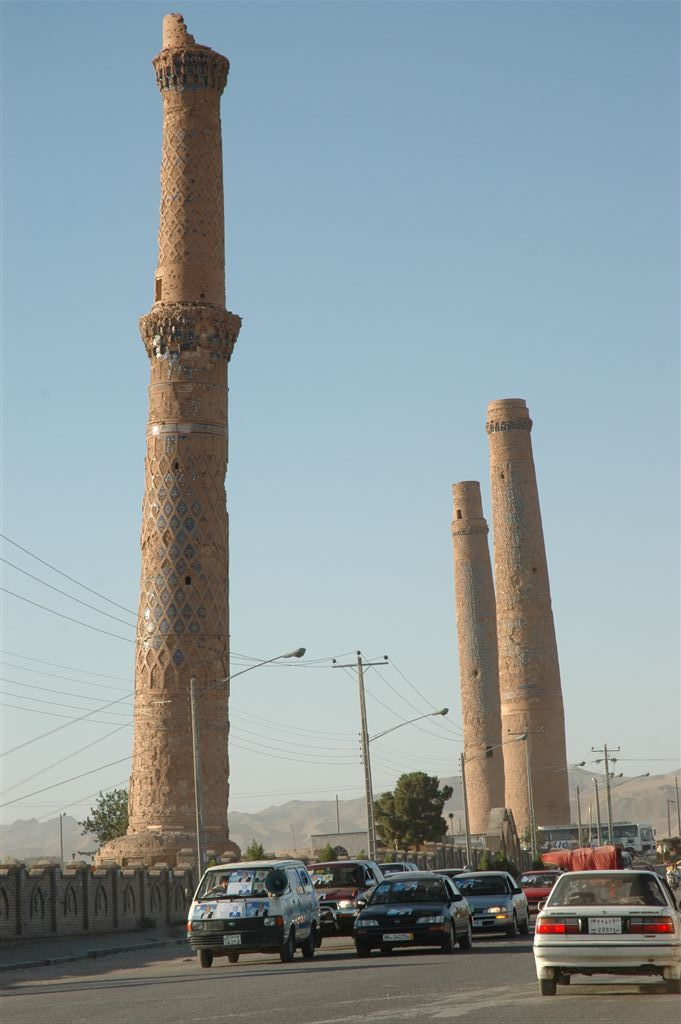
صورة على طريق بالقرب من مآذن هيرات، 2005.
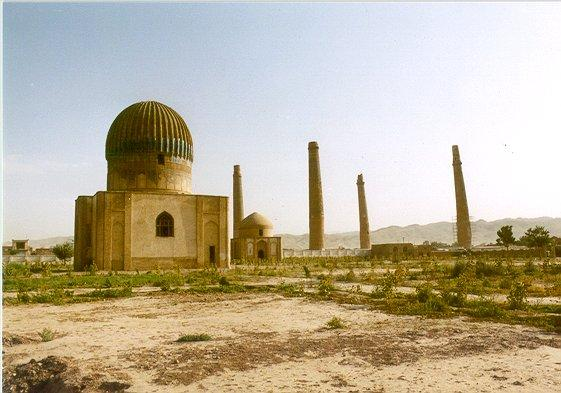
ضريحان مع المآذن ، تموز 2001.
أفق هرات مع مآذن المصلى، 2009.
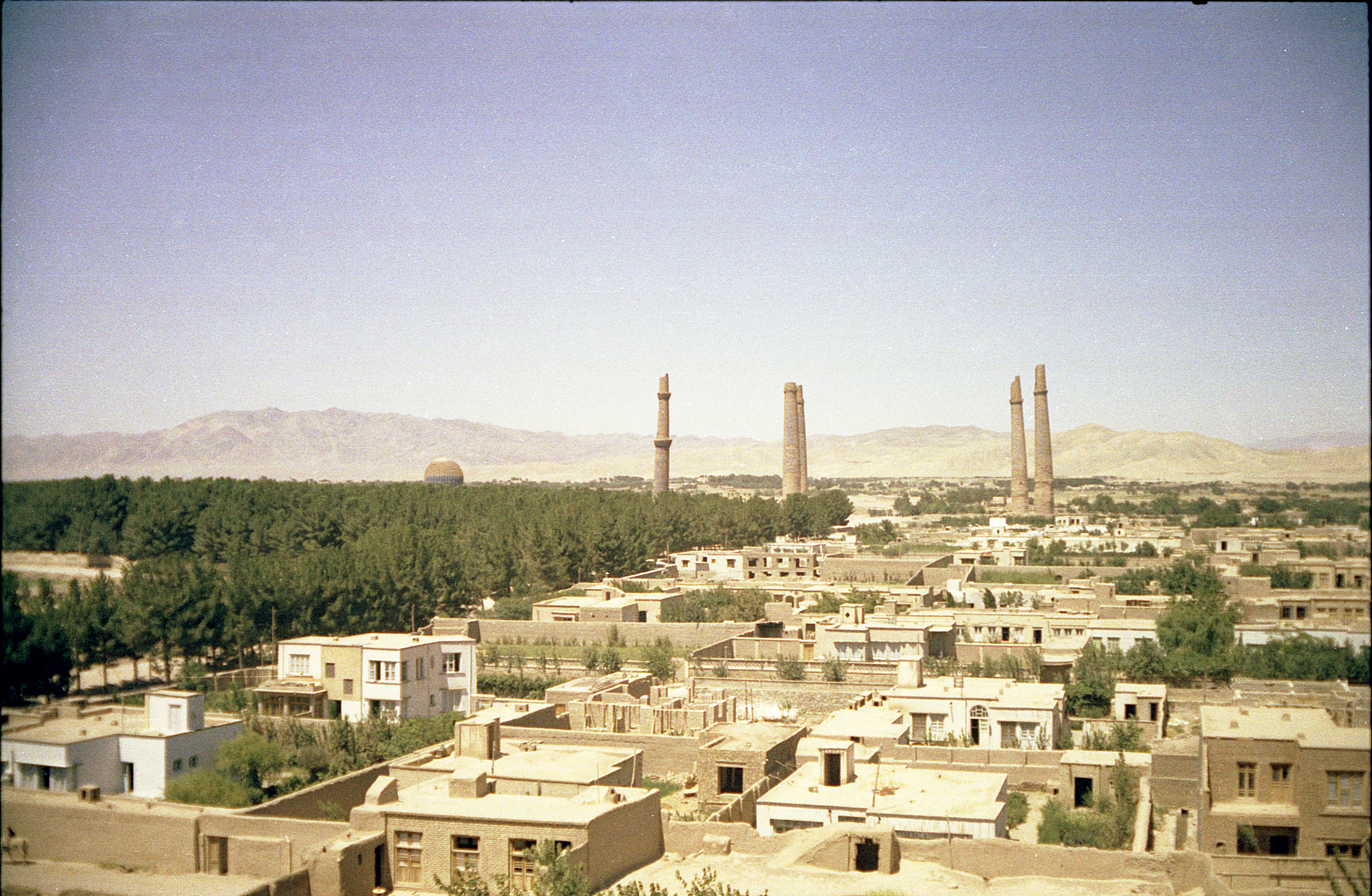
أفق هرات مع المآذن عام 1969.
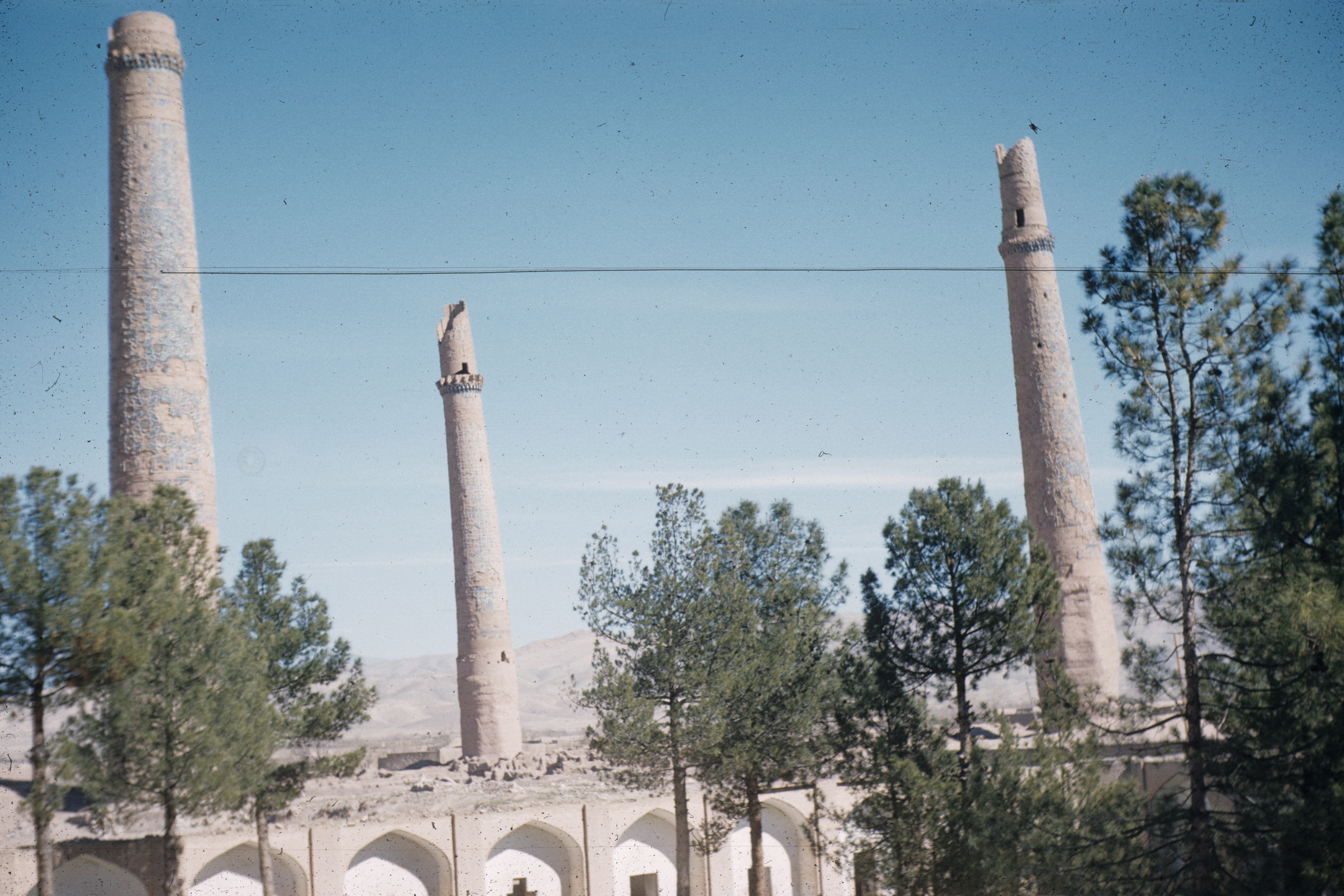
مجمع المصلى - مجمع الهياكل الإسلامية على الطراز التيموري من القرن الخامس عشر، 1962.
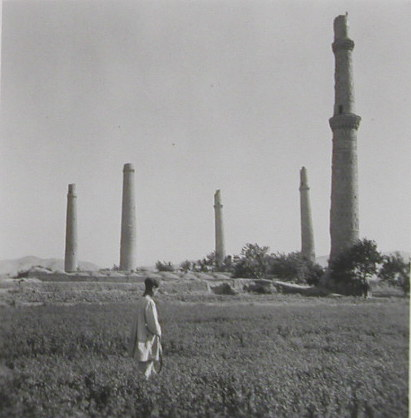
5 مآذن متبقية، 1939-1940.
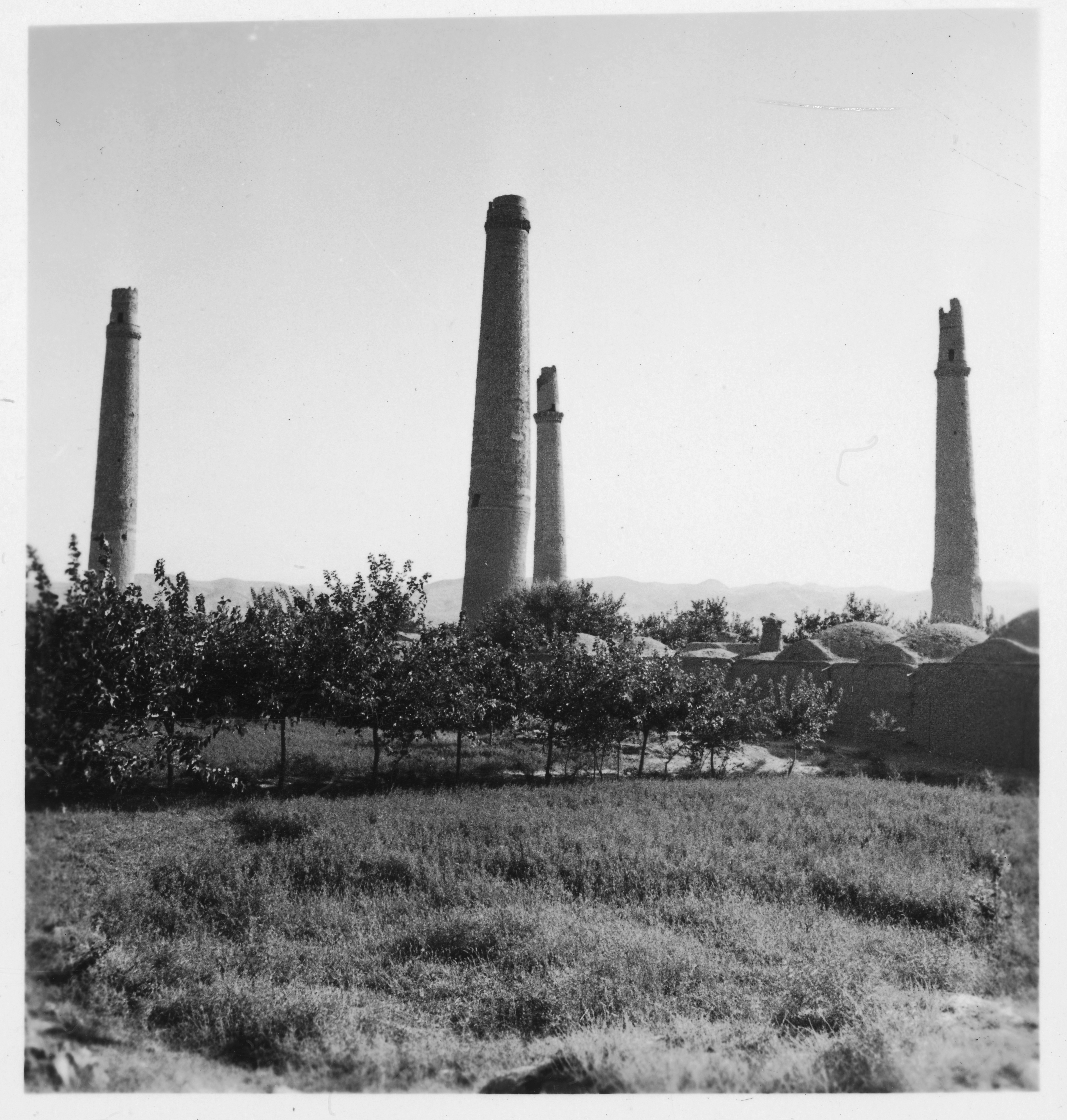
مآذن 1939-1940.
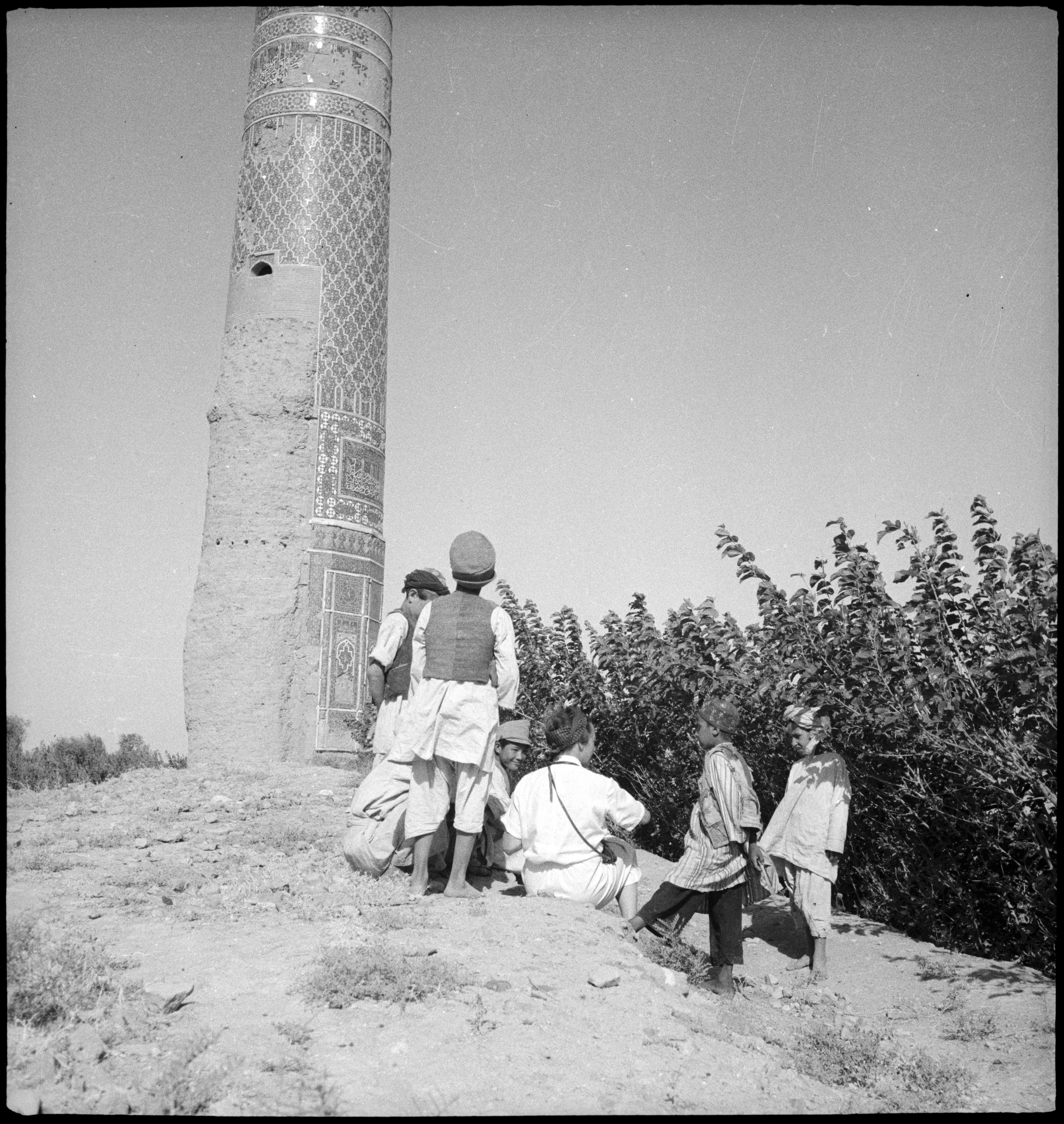
أطفال يستريحون بالقرب من مئذنة بقلم أنيماري شوارزنباخ، 1939.